# François Petit (aktor)
François Petit (ur. 8 listopada 1951 w Lyonie) – francuski zawodnik sztuk walki, były komandos i aktor, występował w roli Sub-Zero w pierwszej części filmu Mortal Kombat z 1995 roku.

## Życiorys
Urodził się w Lyonie. Zaczął ćwiczyć w młodym wieku. W 1971 roku, mając dwadzieścia lat został powołany do wojska i wysłany do Afryki, gdzie został ranny. Był oficerem sił specjalnych. Przez prawie 6 miesięcy był jeńcem wojennym i został sparaliżowany. Po zwolnieniu, spędził 5 miesięcy w szpitalu United States Department of Veterans Affairs (VA), gdzie lekarze orzekli, że nie będzie mógł chodzić. Jednak dzięki uporowi odzyskał siły i stał się mistrzem sztuk walki, choreografem i koordynatorem kaskaderów oraz nauczycielem i reżyserem sztuk walki.
Zdobył czarny pas i siódmy stopień wtajemniczenia w karate, trzeci stopień wtajemniczenia i czarny pas w judo. Otrzymał tytuł KaiDen-Shihan, najwyższy stopień mistrzowski w jujitsu na świecie. Występował we Francji, Włoszech i Anglii.
Mortal Kombat (1995) Paula W.S. Andersona z Christopherem Lambertem był jego ekranowym debiutem. Pełnił funkcję kaskadera na planie filmowym dramatu sensacyjnego Guns and Lipstick (1995) z udziałem Sally Kirkland, Wingsa Hausera, Roberta Forstera, Jamesa Honga, Sonny'ego Landhama, Bobbie Phillips i Jorge Rivero. Wystąpił jako Francuz w komediodramacie Cannes Man (1997) z Francesco Quinnem i Seymourem Casselem, jako Victor Devereaux w dreszczowcu sensacyjnym First Strike (2009) u boku Dylana Pattona i jako Jean Baptiste w komedii Swishbucklers (2010), a także filmie dokumentalnym Beyond the Mat (1999) z udziałem Micka Foleya, Dwayne'a Johnsona, Vince'a McMahona i Steve'a Austina.
Podjął pracę jako trener i fizykoterapeuta dla zapaśników WWF.